# جکسون، نیوجرسی
جکسون (به انگلیسی: Jackson Township) شهری در ایالت نیوجرسی کشور ایالات متحده آمریکا است که جمعیت آن در سرشماری سال ۲۰۱۰ میلادی، ۵۴٬۸۵۶ نفر بوده‌است.